# Vinko Somborčević
Dr Vinko Somborčević (u izvorima i kao :Vince Zomborčević) (1810. – 1910.) je bio glavni gradski liječnik u Subotici (fisicus) i poznati javni djelatnik. 

Rodom je bio bački Hrvat.

## Životopis
1832. je postao zamjenikom fisicusa (glavnog gradskog liječnika) grada Subotice. Bio je prva osoba iz Subotice koji je obnašao tu dužnost. 

Iste je godine, 24. travnja, diplomirao medicinu u Pešti, a potom je objavio i svoju doktorsku disertaciju o patološkim derivacijama.
U političkom životu, bio je protivnikom mađarske revolucije, kao i drugi istaknuti bački Hrvati Ivan Antunović, Ambrozije Šarčević i Josip Rudić.

## Vanjske poveznice
- (mađ.) Magyar Szó online  Arhivirana inačica izvorne stranice od 12. kolovoza 2004. (Wayback Machine) Milovan Miković: Kis magyarellenes...
- Djela[neaktivna poveznica]
- Djela[neaktivna poveznica]
- Hrvatski latinisti